# Mięsień naczaszny
Mięsień naczaszny (łac. musculus epicranius) – w anatomii człowieka grupa czterech mięśni sklepienia czaszki należąca do mięśni wyrazowych odpowiadających za mimikę twarzy. Składa się z parzystych mięśni potyliczno-czołowych (musculi occipitofrontales) i parzystych mięśni skroniowo-ciemieniowych (musculi temporoparietales). Mięśnie te połączone są ze sobą wspólnym rozcięgnem – czepcem ścięgnistym (galea aponeurotica).
Mięsień potyliczno-czołowy jest położony powierzchownie pod skórą. Składa się z dwóch czworobocznych brzuśców:
- brzusiec potyliczny (venter occipitalis) zaczyna się na ⅔ bocznych kresy karkowej najwyższej i wyrostku sutkowatym, a kończy w czepcu ścięgnistym,
- brzusiec czołowy (venter frontalis) rozpoczyna się w skórze brwi oraz gładzizny, kończy w czepcu ścięgnistym na wysokości guzów czołowych[1][2].

Mięsień skroniowo-ciemieniowy jest mięśniem szczątkowym, niestałym, cienkim. Jeśli występuje, położony jest między mięśniem usznym górnym a mięśniem usznym przednim. Rozpoczyna się w czepcu ścięgnistym, biegnie do wewnętrznej powierzchni małżowiny usznej, kończąc się na niej lub w czepcu ścięgnistym w jej okolicy.
Czepiec ścięgnisty (rozcięgno naczaszne), łączący obydwa mięśnie potyliczno-czołowe i skroniowo-ciemieniowe w jeden mięsień naczaszny to szeroka, płaska i cienka błona ścięgnista łącząca się luźno z okostną, a ściśle ze skórą głowy.
Brzusiec czołowy mięśnia potyliczno-czołowego jest unaczyniony przez tętnicę nadbloczkową, tętnicę nadoczodołową (obie od tętnicy szyjnej wewnętrznej) i gałąź powierzchowną tętnicy skroniowej powierzchownej (od tętnicy szyjnej zewnętrznej), a unerwiony przez gałęzie skroniowe nerwu twarzowego. Brzusiec potyliczny jest unaczyniony przez tętnicę potyliczną (od tętnicy szyjnej zewnętrznej), a unerwiony przez gałąź potyliczną nerwu usznego tylnego (od nerwu twarzowego).
Brzusiec potyliczny mięśnia potyliczno-czołowego ustala położenie czepca ścięgnistego, umożliwiając przez to brzuścowi czołowemu poruszanie skórą czoła. Brzusiec czołowy jest antagonistą mięśni okrężnego oka, marszczącego brwi i podłużnego; współpracuje z dźwigaczem powieki górnej. Unosi brwi, tworzy poprzeczne fałdy na czole, nadaje twarzy wyraz uwagi.